# Cranbrook (Colúmbia Britânica)

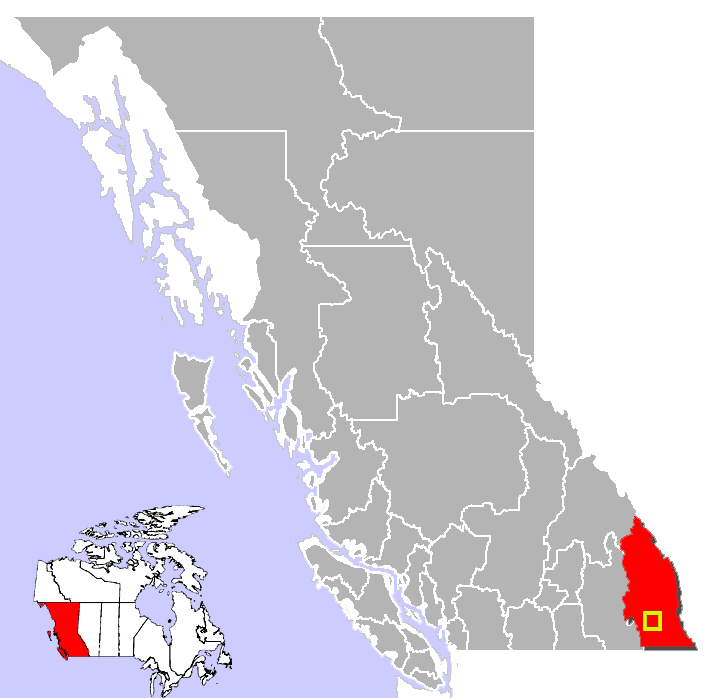
Localização de Cranbrook na Colúmbia Britânica.

Cranbrook é uma cidade do Canadá, província de Colúmbia Britânica. Sua área é de 17.8 km quadrados, e sua população é de 18,476 habitantes (do censo nacional de 2001).